# MG SA
MG SA, eller Two-Litre som den kallades i samtida trycksaker och marknadsföring, var en serie personbilar som tillverkades av den brittiska biltillverkaren MG mellan 1936 och 1939. Till storleken var MG SA en ansenlig bil, den största som MG dittills byggt.
Bilen är nära besläktad med MG-modellerna VA och WA och bildar i flera sammanhang en modellgrupp tillsammans med dessa båda, på engelska vanligen kallad MG SVW. Av dessa större bilar tillverkades 5 524 bilar, vilket kan jämföras med 3 382 producerade sportbilar av MG T-Type Midget (TA/TB) under samma tid.

## Bakgrund
I mitten av trettiotalet gjorde MG stora förluster. Tävlingsverksamheten kostade stora pengar och de små Midget- och Magnette-bilarna var komplicerade och dyra att tillverka. 1935 sålde W R Morris företaget MG till sitt eget Nuffield Organisation. Den nya ledningen lade omedelbart ned tävlingsavdelningen och beslutade att bilarna framöver skulle baseras på konventionell teknik och standardkomponenter från Morris och Wolseley.

## Introduktion
Den nya bilmodellen SA presenterades i oktober 1935 och var en bil i en helt annan stil än de sportvagnar som tillverkaren haft som kännetecken. Modellen var avsedd för marknadssegmentet ”bekväma långfärdsvagnar” och skulle främst konkurrera med SS Jaguar 100, Triumph och Riley. Bilen var utrustad med en rak 6-cylindrig stötstångsmotor med dubbla SU-förgasare vilken i prototyputförandet var på 2 liter – därav modellnamnet ”Two-Litre”. Dock ökades cylindervolymen på produktionsbilarna till 2,3 liter, med bibehållande av det nu något missvisande namnet.
Modellen togs emot med blandade känslor av de märkestrogna sportbilsanhängarna. Tidigare var motorerna ganska avancerade med överliggande kamaxel och bilarna var små och sportiga. Möjligen kunde bilen ses som en efterföljare till den 6-cylindriga MG 18/80 som tillverkades 1928 – 1933. De flesta samtida bedömare var dock överens om att bilen hade en mycket linjeskön kaross. Den brittiska tidningen The Motor skrev att den eleganta linjeföringen antydde en bil som kostade 1 000 pund, när en Saloon i själva verket kostade 375 pund. I tävlingssammanhang var bilen ingen framgång, bilens accelerationsförmåga var blygsam men med en förmåga till marschfart kring drygt 70 mph (113 km/t) ansågs bilen ändå vara en utmärkt långfärdsbil vars prestanda var ”adequate rather than sparkling” enligt samtida kritiker.
I marknadsföringen av modellen använde MG ofta frasen: ”For space … For grace … For pace …”

## Modellutbud
Bilen fanns som fabriksbyggd Saloon (4-dörrars sedan med soltak) samt dessutom Drophead (2-dörrars cabriolet) tillverkad av karossbyggaren Salmons & Sons (sedermera kallat Tickford) och slutligen en Tourer (4-dörrars phaeton) tillverkad av Charlesworth Bodies.
”Linjeföringen följer det engelska idealet med en ovanligt lång motorhuv i harmoni med en ganska kort vagnskorg av close-coupled typ. Kylaren är placerad tämligen långt bakåt, flankerad av Lucas’ stora strålkastare, sidolampor på skärmarna och en dimlampa, rörlig på en stång bakom stötfångaren, alla lampor stadigt monterade” (Citat ur Svensk Motortidning, 1937)
Inredningen var utförd med träpaneler och skinn enligt klassiskt brittiskt manér. Förvaringsfickor fanns i samtliga dörrar och på baksidan av de separata framstolarna. På Saloonmodellen satt öppningsbara ventilationsrutor i alla dörrar och ett soltak var standardutrustning. Instrumenteringen var utförlig med många mätare, ratten var fjädrande och justerbar med reglage för körriktningsvisare och signal i rattcentrum.
MG presenterade under hösten 1938 modell WA som uppföljare, men bilarna kom att tillverkas parallellt fram till krigsutbrottet i september 1939.

## Produktion
Serietillverkning av modellen blev försenad och startade inte förrän i mars 1936. Saloonmodellerna tillverkades vid MG-fabriken i Abingdon, medan karosserna till de båda öppna modellerna tillverkades av fristående karossbyggare.
Efter 11 månaders serietillverkning ökades motorvolymen något och på den öppna 4-dörrarsmodellen övergick man år 1938 från rak överkant på dörrarna till att dessa blev nedskurna på brukligt sportbilsmanér samtidigt som reservhjulet flyttade till vänster framskärm.
| 1935 | 1936  | 1937 | 1938 | 1939 | Totalt |
| 2    | 1 118 | 966  | 524  | 128  | 2 738  |
| ---- | ----- | ---- | ---- | ---- | ------ |

Produktionen upphörde i samband med utbrottet av andra världskriget i september 1939. Total produktion blev cirka 2 740 bilar.
| Karosstyp                                      | Antal |
| Four Door Saloon                               | 1 945 |
| Tickford Folding Head Foursome Drop Head Coupe | 696   |
| Tourer Four seater open model by Charlesworth  | 90    |
| Chassis                                        | 14    |
| Totalt                                         | 2 745 |
| ---------------------------------------------- | ----- |

Av de tillverkade bilarna gick totalt 349 till export, varav 29 enligt tillgänglig statistik hamnade i Sverige.

## Tekniska data
Den 6-cylindriga vattenkylda toppventilsmotorn hade 2 288 cc cylindervolym och utvecklade 78,5 hästkrafter vid 4 200 varv/min, vars cylindervolym ökade från februari månad 1937 något till 2 322 cc. Motorerna var försedda med dubbla förgasare, och dubbla elektriska bränslepumpar.
De allra tidigast producerade bilarna var försedda med 4-växlade osynkroniserade växellådor men väldigt snart, redan i augusti 1936, kom samma växellåda att få synkronisering på de två högsta växlarna. Bilen var försedd med Lockheeds hydrauliska trumbromsar på alla hjul till skillnad från tidigare MG-praxis med mekaniska bromsar. Inbyggda hydrauliska domkrafter av typen ”Jackall” vid varje hjul var standard.
Elsystemet var konstruerat för 12 volt med dubbla seriekopplade 6-voltsbatterier under baksätet.
Hjulen var ekerhjul dimension 5,50 x 18 försedda med centrummutter.

## Bilder

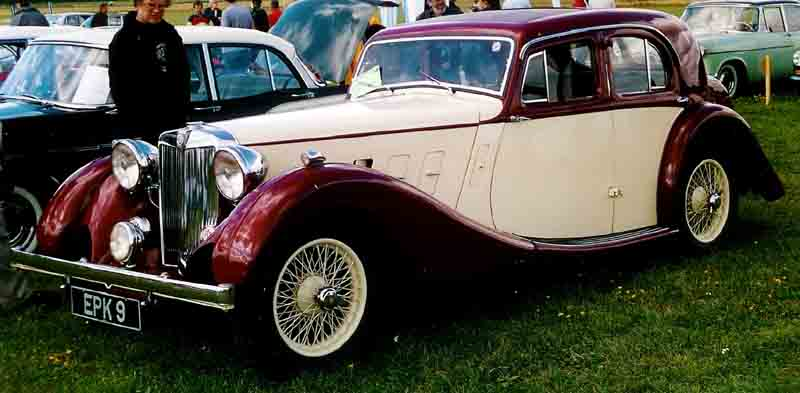
MG SA Saloon 1936.
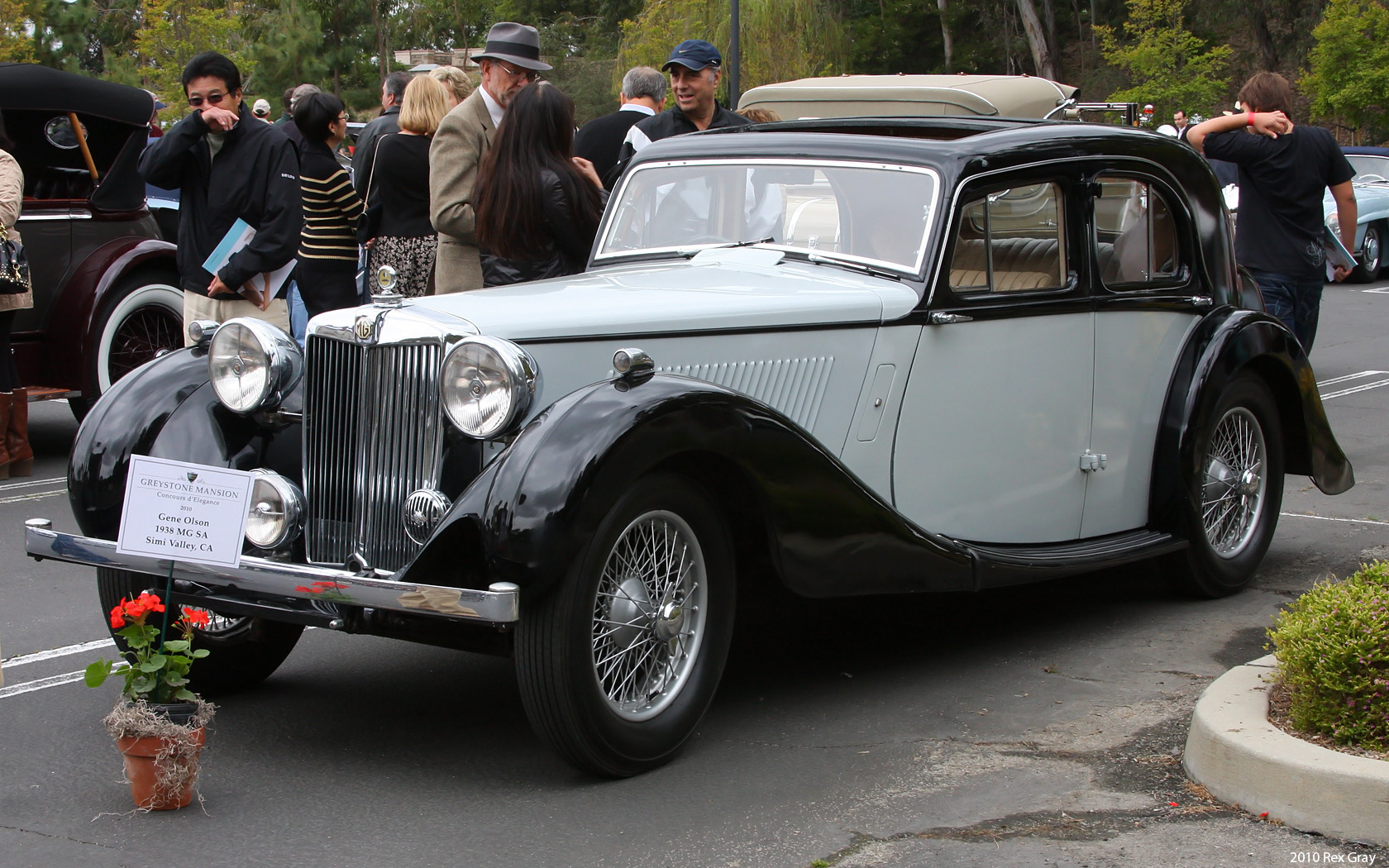
MG SA Saloon 1938.
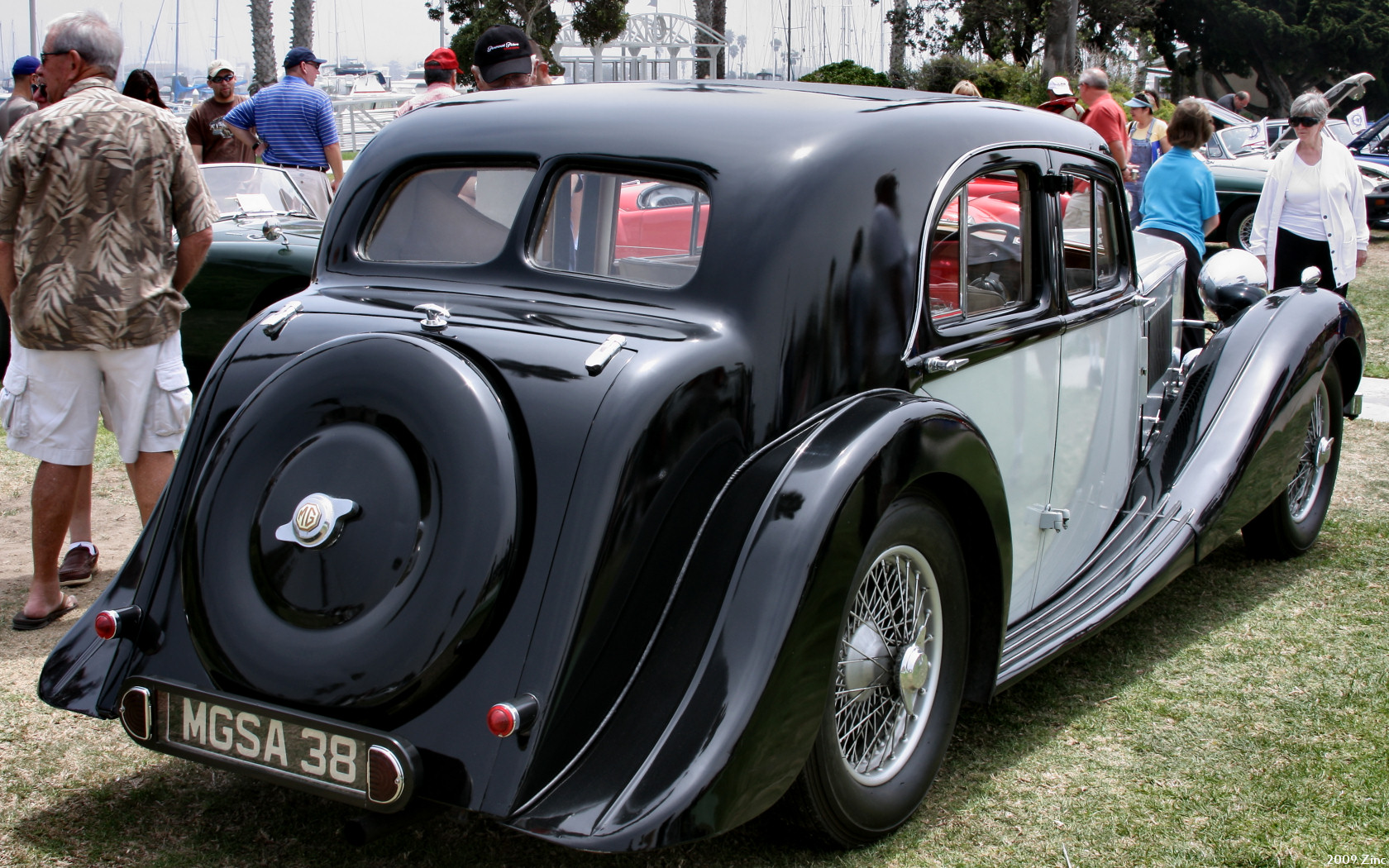
MG SA Saloon 1938.
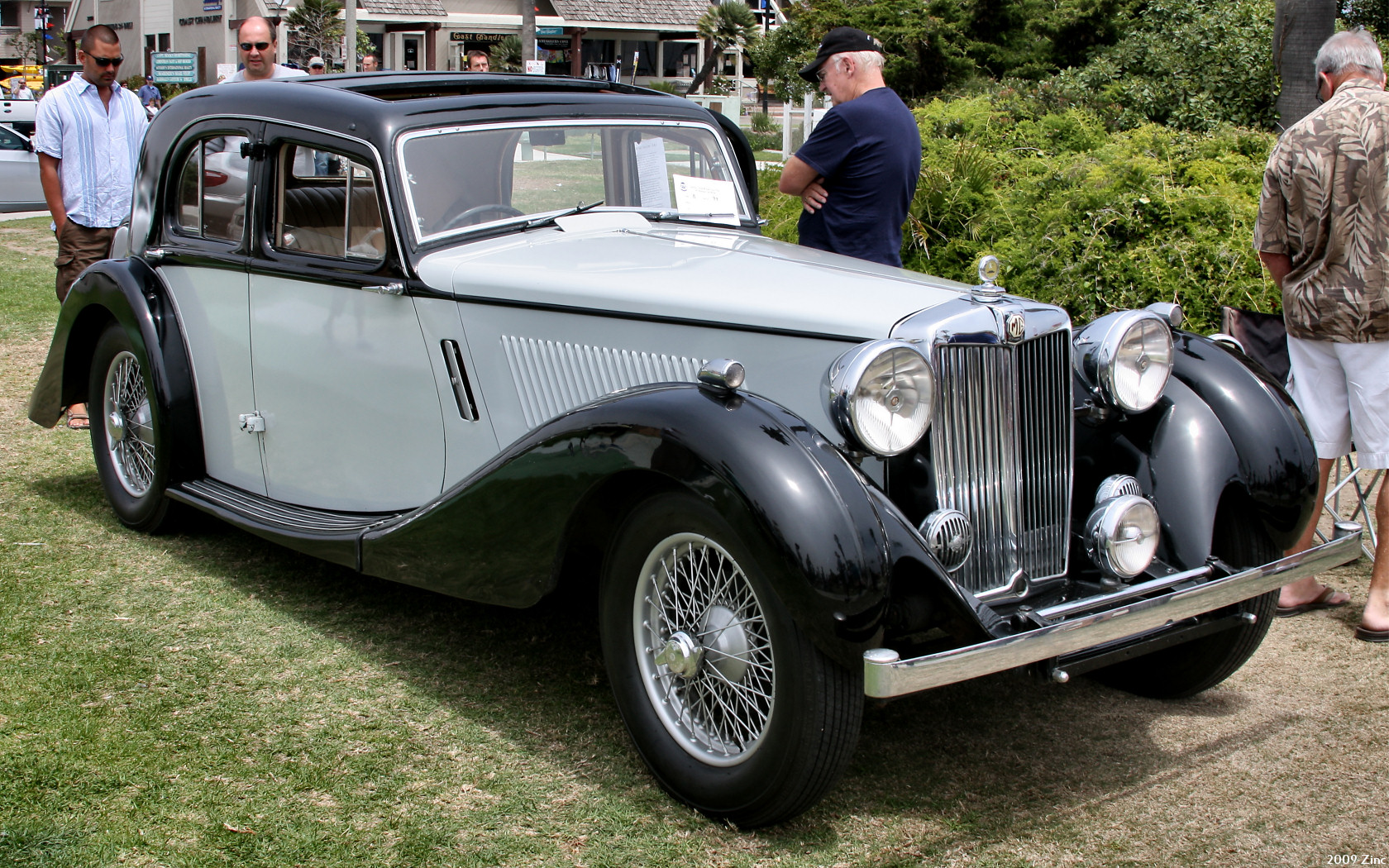
MG SA Saloon 1938.
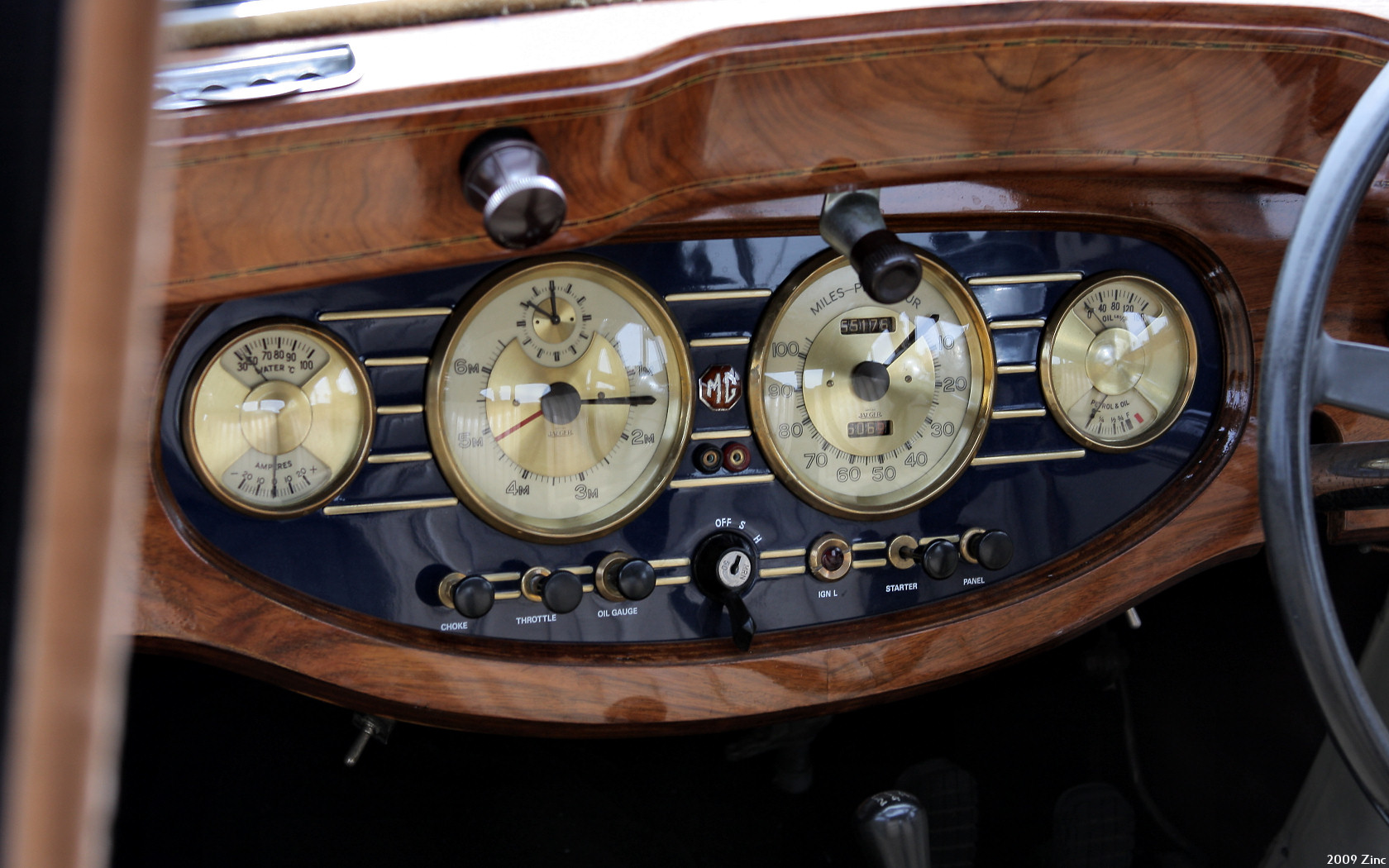
MG SA 1938 (instrumentbräda).
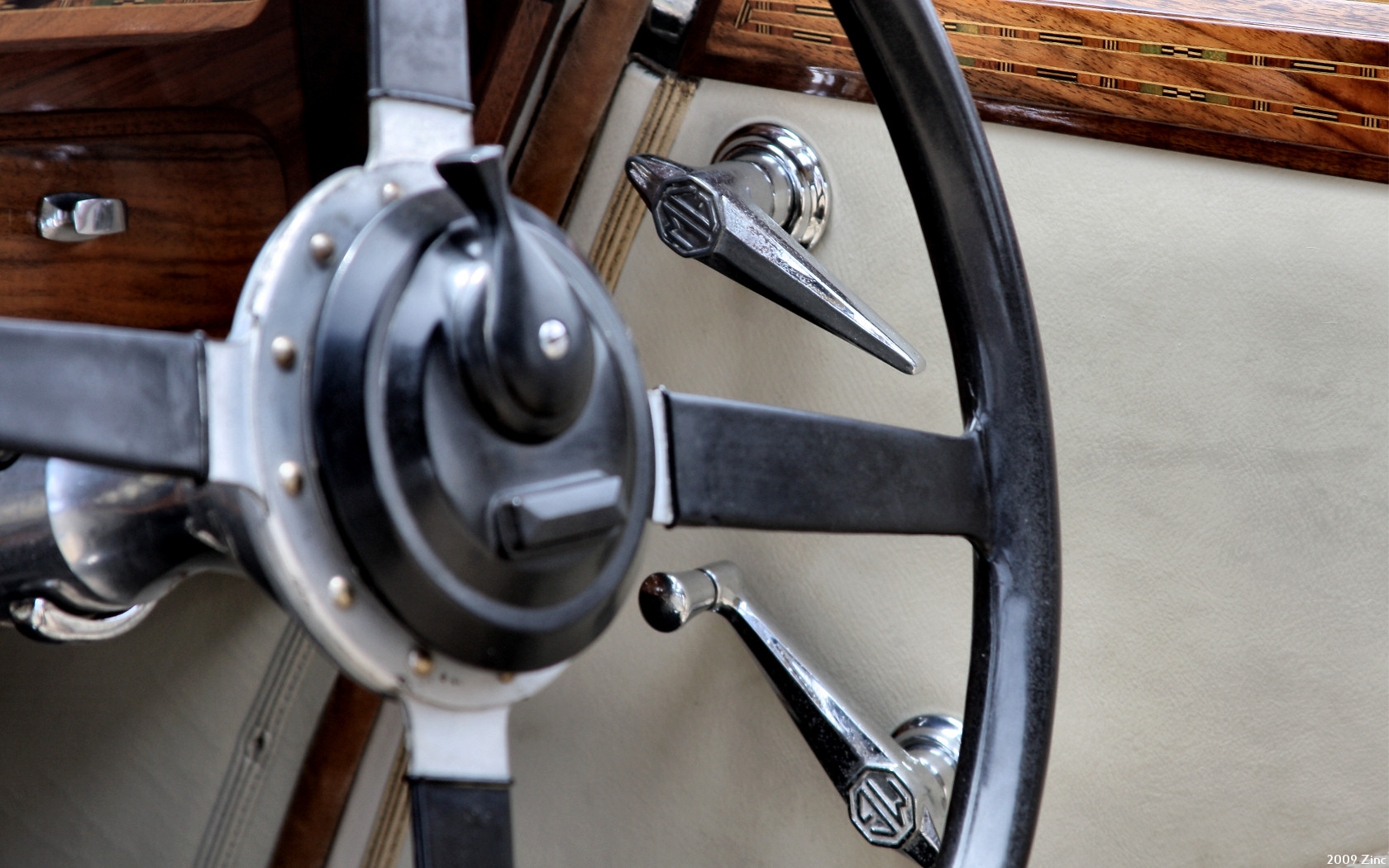
MG SA 1938 (ratt).
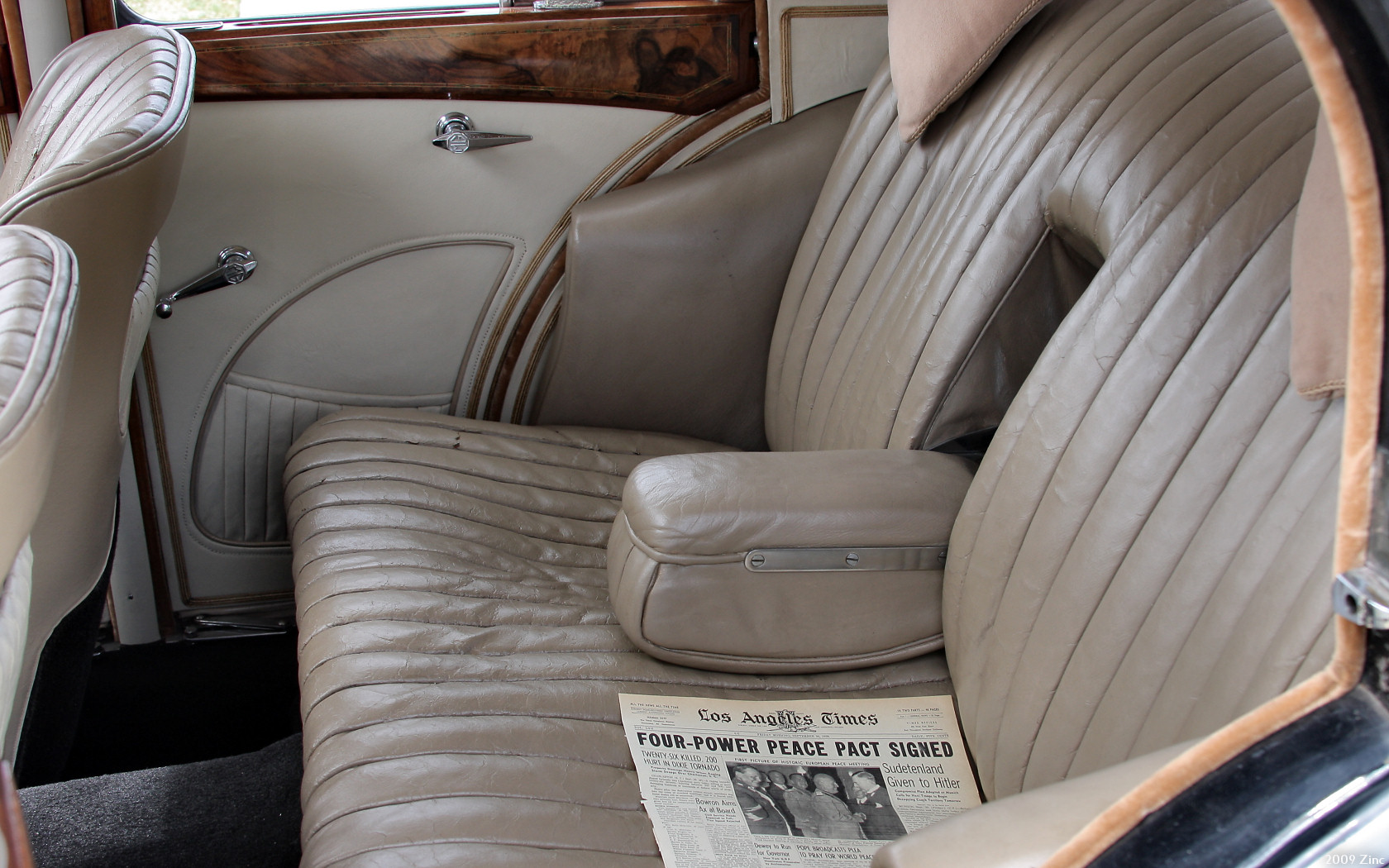
MG SA 1938 (baksäte).
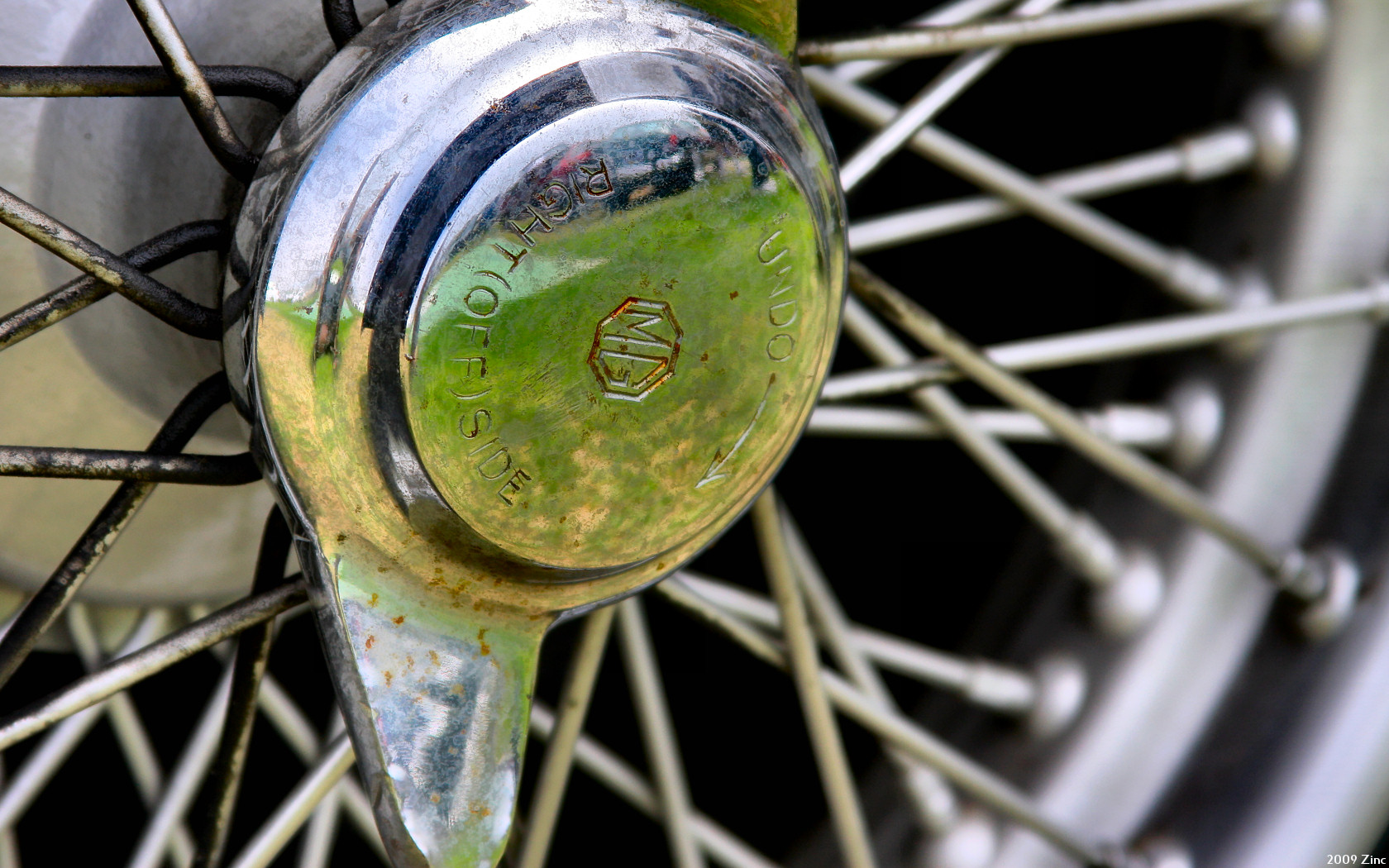
MG SA 1938 (hjul).
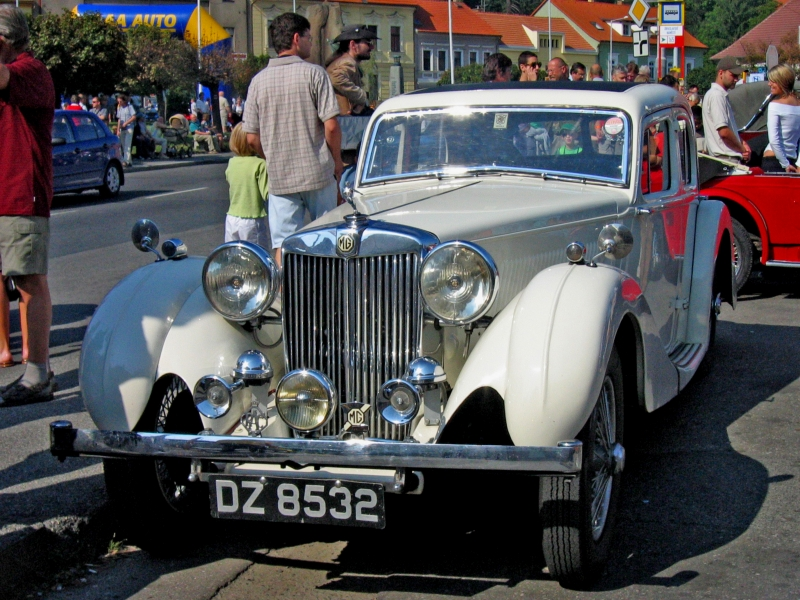
MG SA Saloon 1938.
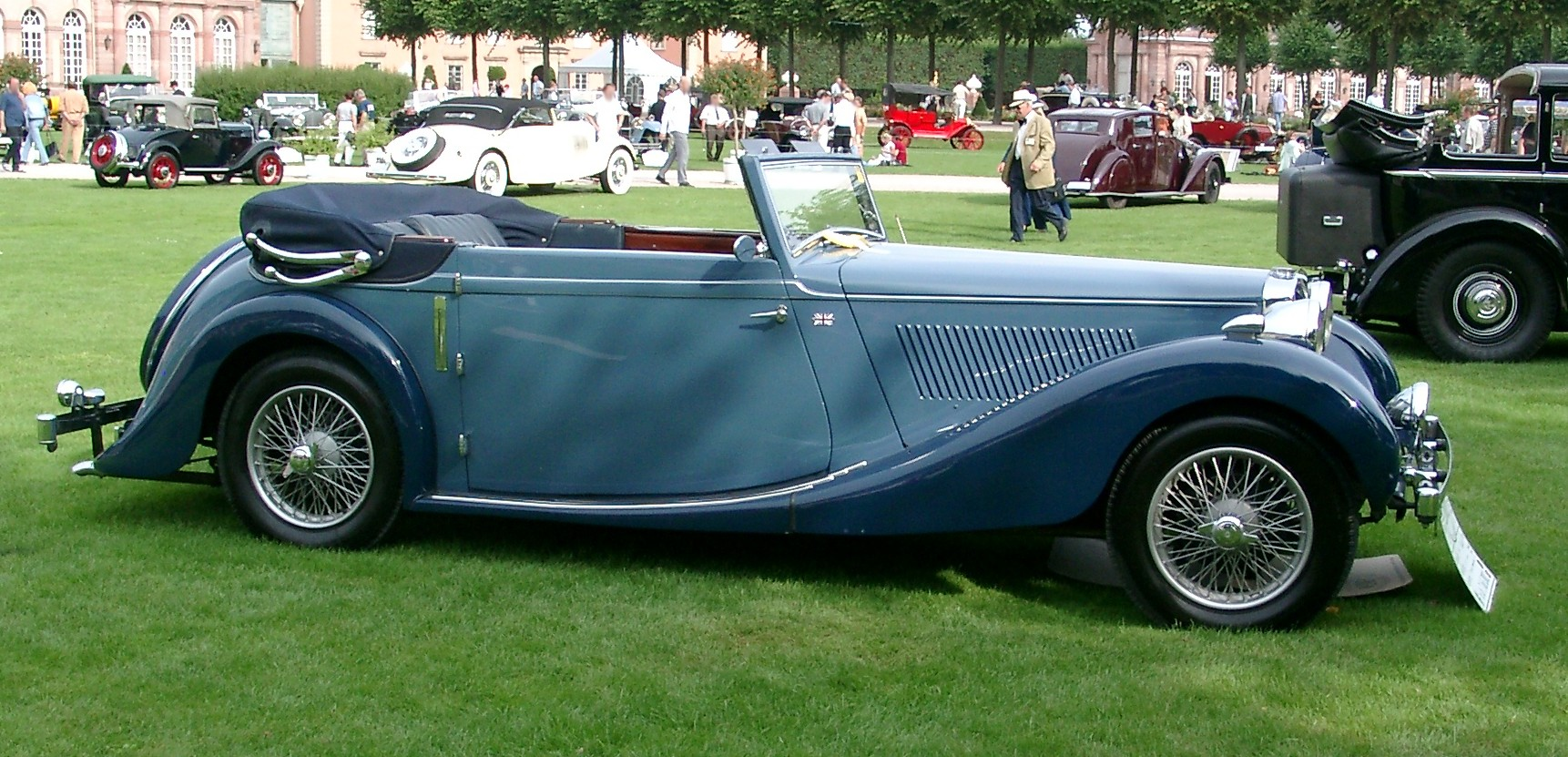
MG SA Tickford Drophead Coupe 1938.
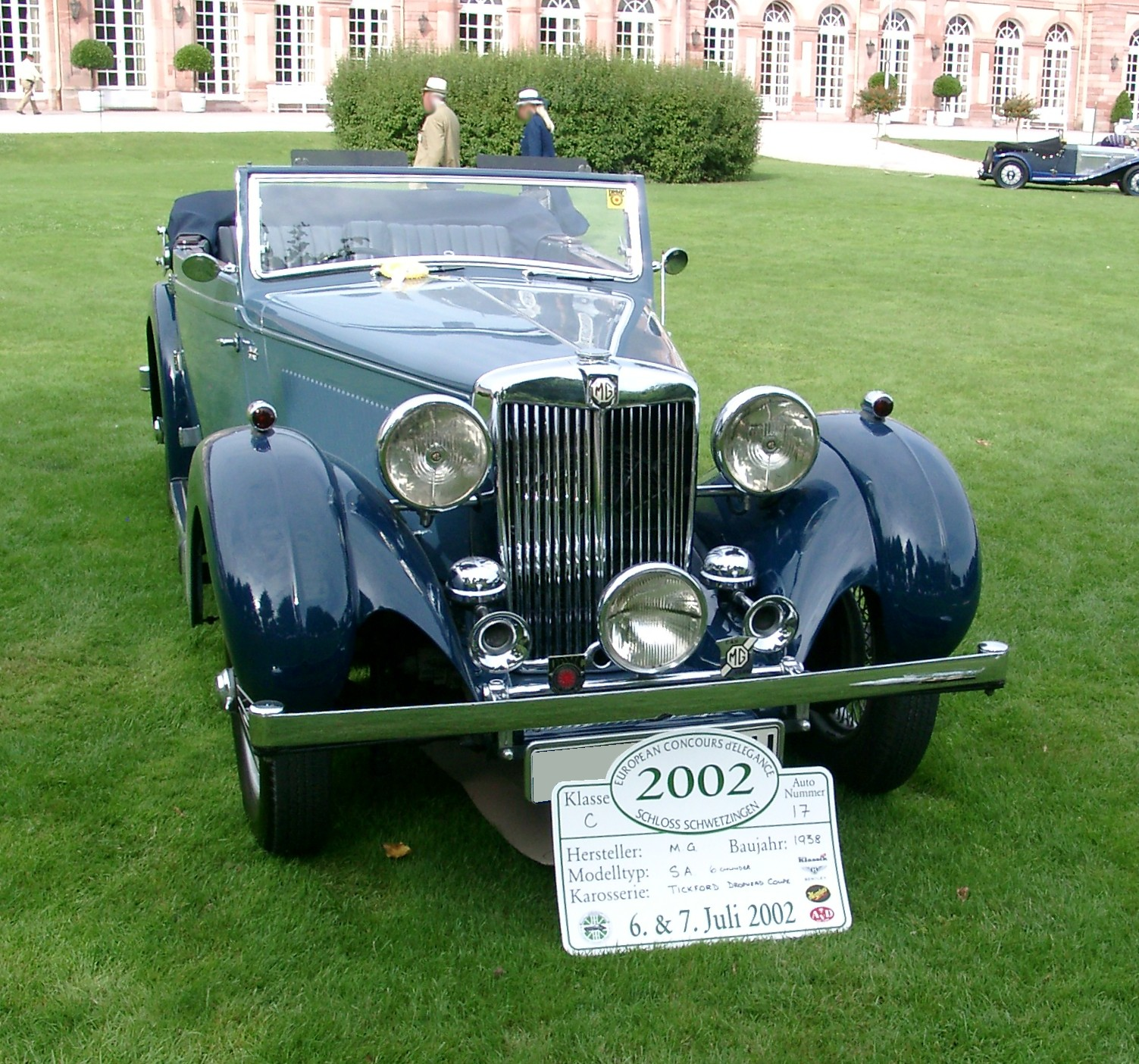
MG SA Tickford Drophead Coupe 1938.
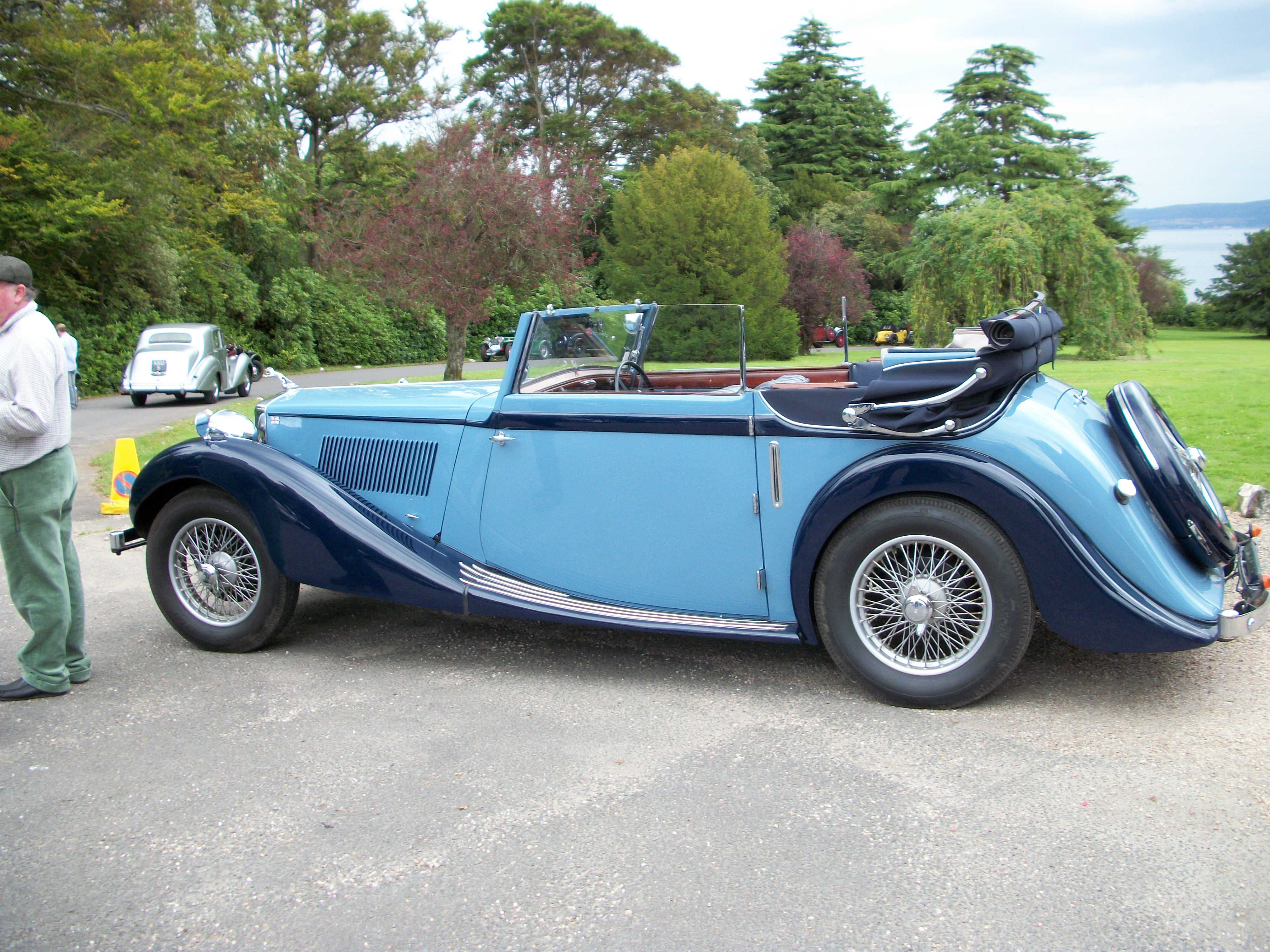
MG SA Tickford Drophead Coupe 1938.
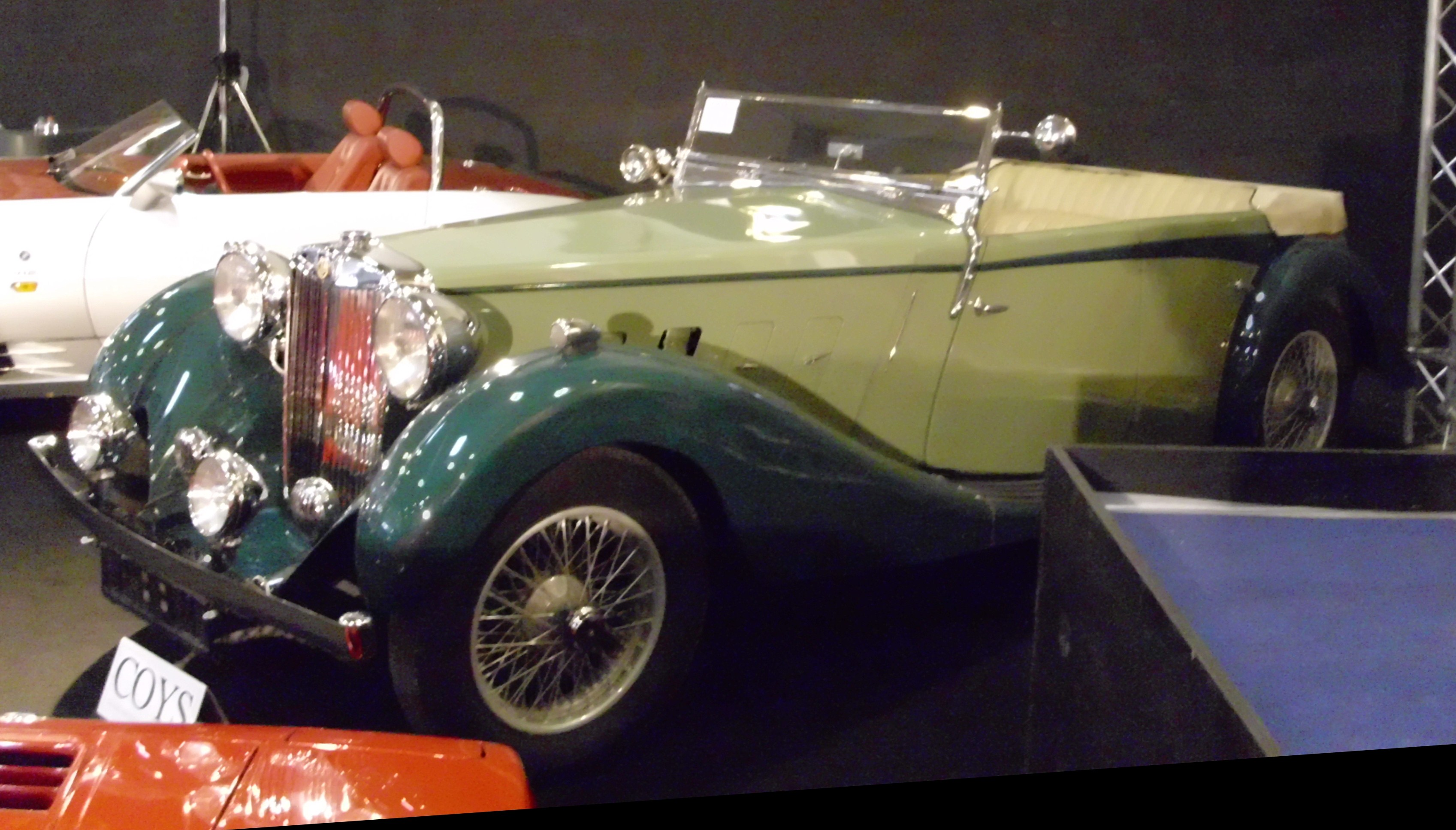
MG SA Tourer 1936 med kaross från Charlesworths.
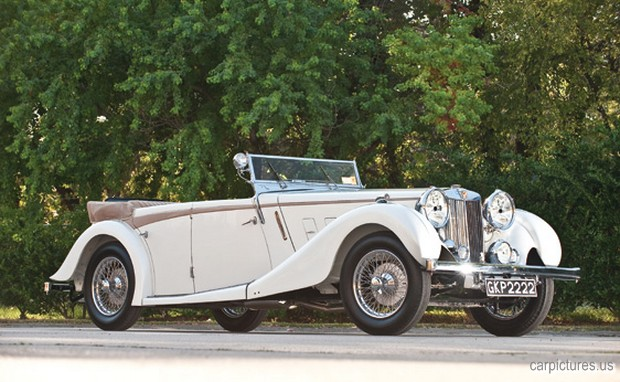
MG SA Tourer by Charlesworths 1936.

## Fotnoter
1. ↑  Det vanligen brukade namnet SA kommer sig av denna modellseries VIN-kod (chassinummer) som börjar just med bokstäverna SA, följt av ett löpande tillverkningsnummer. Det lägsta chassinumret var SA0251 (MG använde vid denna tid alltid sitt telefonnummer 251 som första nummer på sina olika modeller) och det högsta var SA2988 som tillverkades några veckor efter krigsutbrottet i september 1939
2. ↑  Frasen lyder fritt översatt: ”För rymlighet … För elegans … För fart …”
3. ↑  Produktionssiffrorna varierar mellan 2 738 och 2 745 tillverkade fordon
4. ↑  Uppgifterna om antalet exporterade MG SA är hämtade ur Nuffield Exports Statistics som ingår i arkiven hos BMIHT (British Motor Industry Heritage Trust)
5. ↑  Samtliga motorer i MG SA var trimmade versioner av Morris QPHG-motorer och användes parallellt av bilmärket Wolseley